# Christoph Utzinger
Christoph «Chris» King-Utzinger (* 9. Januar 1987 als Christoph Utzinger in Langnau im Emmental) ist ein Schweizer Jazzmusiker (Kontrabass, Komposition) und Tontechniker.

## Leben und Wirken
Utzinger wuchs in einem musikalischen Elternhaus auf. Bereits ab dem sechsten Lebensjahr spielte er auf dem Kontrabass, zunächst als Autodidakt, später erhielt er  Unterricht bei Thomas Dürst und Walter Schmocker. Ab 2005 absolvierte seinen Bachelor auf dem Bass in der Jazzabteilung der Hochschule der Künste Bern bei Thomas Dürst, Patrice Moret, Bela Szedlák und Jonas Tauber, um dann den Master in Komposition bei Dieter Amman, Klaus Wagenleiter und Frank Sikora sowie ab 2011 in Tontechnik bei Andreas Brüll, Andreas Werner und Andreas Neresheimer zu erlangen.
Utzinger gehörte zunächst zu den Bands Wagabundis und Menschmaschine, dann zur Gruppe von Stewy von Wattenwyl, mit der mehrere Alben entstanden, aber auch zu Agorà (Jazz) oder Morgain (Irish Folk). Im Trio  Paralog trat er mit Gabriel Zufferey und Domi Chansorn 2015 beim Montreux Jazz Festival auf.
Parallel zu seiner musikalischen Laufbahn ist er auch als Tontechniker aktiv, etwa für Domi Chansorn, das Swiss Jazz Orchestra, Steff la Cheffe, Traktorkestar und Müslüm; er nahm auch Alben von Sarah Buechi, Reto Suhner und Andreas Schaerer/Bänz Oester, Andreas Tschopp, Raphael Jost oder Laura Schuler auf.  
Als Komponist und Arrangeur war er auch für die Zeichentrickserie Molly Monster und das Kinderchorprojekt «Sing mit Uns» tätig. Er ist auch auf Alben von Nicole Herzog und Oli Kuster zu hören.